# 清水祥恵
清水 祥恵（しみず さえ、11月27日 - ）は、日本のタレント、フリーアナウンサー。

## 人物
東京都出身。テーマパークダンサー、タレントユニオンを経てライムライトに所属していた。国立音楽大学音楽学部卒業（器楽学科ピアノ専攻）卒業。
レインボータウンエフエム放送「明日香るみのShiny Dream」でメインパーソナリティーを務める明日香るみの2011年7月13日付け公式ブログで、副パーソナリティーを務めていた清水が妊娠し番組を降板したと記述されている。
現在「アートタッチ」に所属
2014年1月よりレインボータウンFM「あすか美生のドーリームドライブ」副パーソナリティに復帰している。

## 出演

### テレビ番組
- 「レースガイド」（テレビ東京、平日08:02:30 - 08:04、生放送)
- 「高校講座地理」(NHK、終了)
- 「きらり☆埼玉県」(テレビ埼玉、終了)
- 「きらめきいっぱいさいたま市」（テレビ埼玉、終了）
- 「医療福祉チャンネル774」
- 「沿線の歩き方!」（JCOM せたまち）
- 「金曜たぶろっど!」(千葉テレビ放送,毎週（金）19：00 - 19：55、終了)
- 「ラグビーキング」（JCOM）
- 八波一起の街ネタ!ワイド東京･埼玉･群馬（2010年4月5日 - 2011年3月26日、JCOM）

### ラジオ
- 「明日香るみのShiny Dream」（2011年3月29日 - 2011年7月12日、レインボータウンエフエム放送、副パーソナリティー）